# Taniwha

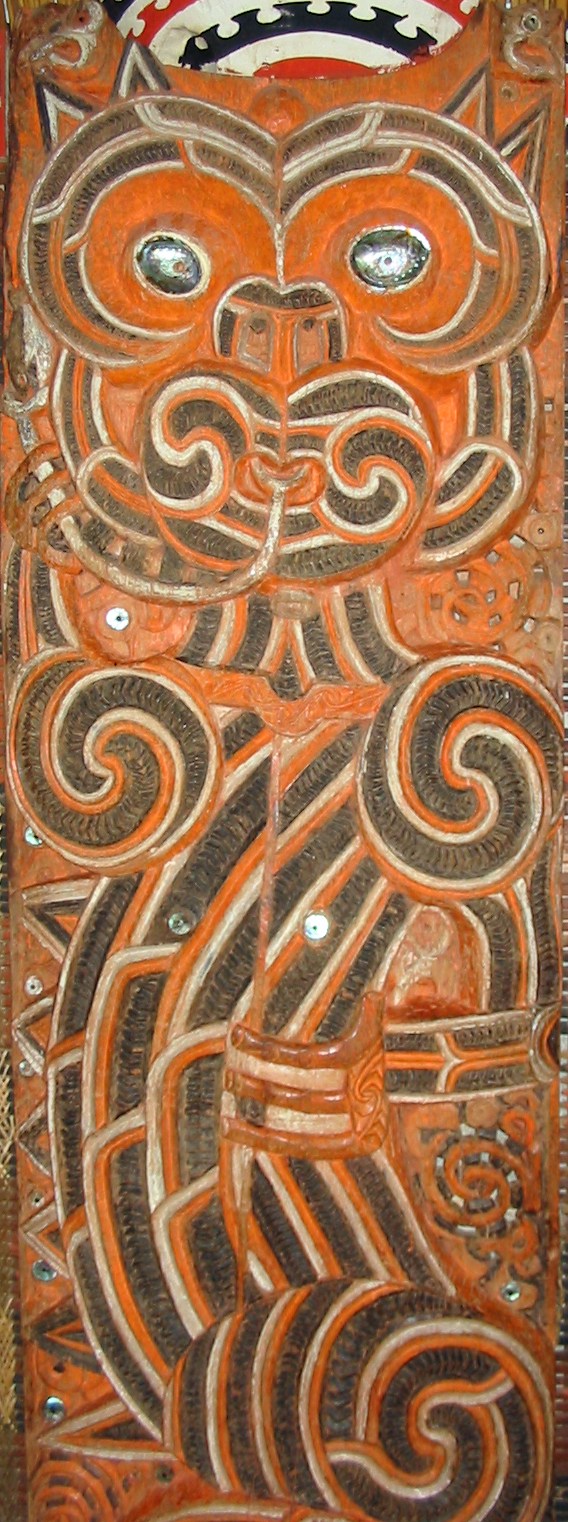
Płaskorzeźba Taniwha plemienia Ngati Maru

Taniwha – stworzenia z maoryskiej mitologii. Według wierzeń większości plemion Taniwha zamieszkiwały głębiny morskie, jeziora, stawy bądź głębokie jaskinie. W zależności od plemienia stworzenia te były uważana za dobre dla grupy, za patronów, opiekunów, a w niektórych jako złe duchy, których trzeba unikać ze względu na pożeranie ludzi bądź porywanie kobiet, aby pojąć je za żony. Taniwha często były powiązane z wodą, przypisywano im postaci rekinów, wielorybów bądź krokodyli. Te zamieszkujące jaskinie były przedstawiane jako jaszczurki bądź potwory przypominające europejskie smoki.

## Teraźniejszość
W ostatnim czasie motyw Taniwha pojawia się coraz częściej w mediach. W 2001 głośnym echem odbiła się sprawa bojkotu dla budowy nowego więzienia w Nghawa, w rejonie Northland, gdyż lokalne Taniwha manifestuje się poprzez gorące gazy wydobywające się z ziemi i blokowanie ich może zakłócić równowagę. Kilka lat później kolejna sprawa dotyczyła przesunięcia odcinka New Zealand State Highway 1 ze względu na prośbę lokalnego plemienia o niezaburzanie miejsca spoczynku ich Taniwha. Obydwie sprawy wywołały wiele kontrowersji, wysunięto nawet oskarżenia o wykorzystywanie folkloru i wierzeń jako celu do osiągnięcia korzyści finansowych.